# Палій Віктор Миколайович
Ві́ктор Микола́йович Палі́й (*12 травня 1949) — український військовик. Генерал-полковник. Начальник Національної академії оборони України. Начальник Головного управління розвідки Міністерства оборони України. Голова Партії патріотичних сил України, Голова Всеукраїнського союзу громадських об'єднань учасників бойових дій, ветеранів військової служби та правоохоронних органів.

## Біографія
Народився 12 травня 1949 року в селі Недайвода Дніпропетровська область. У 1970 році закінчив Київське вище загальновійськове училище, Військову академію ім. М. Фрунзе(1979), Військову академію Генерального штабу Збройних Сил СРСР (1988), Коледж стратегічних досліджень та оборонної економіки (1988, Німеччина, НДР).
Службу проходив командиром взводу курсантів Київського ВЗКУ, командиром роти курсантів Київського ВЗКУ, командиром мотострілецького батальйону, начальником штабу, командиром полку, начальником штабу — першим заступником командира дивізії. З 1985 по 1986 р. — начальник штабу — перший заступник командира дивізії. Після закінчення Військової академії Генерального штабу — командир 266-ї дивізії 35-ї загальновійськової армії. З 1989 по 1992 р. — командир 33-ї дивізії 51-ї загальновійськової армії. З вересня по квітень 1992 р. — у розпорядженні Міністра оборони України. У 1992 р. призначений командиром 32-го армійського корпусу Одеського військового округу. З 1993 по 1998 р. — начальник штабу — перший заступник командувача військ Прикарпатського військового округу. У 1998–1999 рр. — начальник штабу — перший заступник командувача військ Західного оперативного командування. 11.1999-09.2000 — начальник Національної академії оборони України. 09.2000-03.2003 — начальник Головного управління розвідки Міністерства оборони України.
31 грудня 2003 р. звільнений у запас.

## Громадська діяльність
З 2004 р. — голова Всеукраїнського союзу громадських об'єднань учасників бойових дій, ветеранів військової служби та правоохоронних органів, з 2005 р. — голова партії «Громадянська Солідарність» (з червня 2009 р. — Громадсько-політичний союз «Громадянська Солідарність»). Брав участь у парламентських виборах 2006 року за виборчим списком ППСУ, № 3 в списку.

## Державні нагороди
- Орден Червоної Зірки,
- Орден «За службу Батьківщині в Збройних Силах СРСР» ІІІ ст.,
- Відзнака «Іменна вогнепальна зброя» (4 грудня 1996) — за особисті заслуги у підтриманні високої бойової готовності військ, бездоганну багаторічну службу[1]